# San Isidro Guishe
San Isidro Guishe är en ort i Mexiko.   Den ligger i kommunen San Luis Amatlán och delstaten Oaxaca, i den sydöstra delen av landet, 400 km sydost om huvudstaden Mexico City. San Isidro Guishe ligger 1 549 meter över havet och antalet invånare är 171.
Terrängen runt San Isidro Guishe är kuperad österut, men västerut är den platt. Runt San Isidro Guishe är det ganska glesbefolkat, med 36 invånare per kvadratkilometer. Närmaste större samhälle är Miahuatlán de Porfirio Díaz, 8,0 km sydväst om San Isidro Guishe. I omgivningarna runt San Isidro Guishe växer huvudsakligen savannskog.